# NGC 246
NGC 246 је планетарна маглина у сазвежђу Кит која се налази на NGC листи објеката дубоког неба.
Деклинација објекта је - 11° 52' 17" а ректасцензија 0h 47m 3,3s. Привидна величина (магнитуда) објекта NGC 246 износи 10,9 а фотографска магнитуда 8,0. NGC 246 је још познат и под ознакама PK 118-74.1, CS=11.9.